# Recensământul Statelor Unite ale Americii din 1830
Recensământul Statelor Unite ale Americii din 1830 (engleză The United States Census of 1830) a fost cel de-al cincilea din recensămintele efectuate o dată la zece ani în Statele Unite ale Americii, fiind al cincilea dintr-o serie ce cuprinde azi 23 de calculări ale populației Uniunii.  A fost încheiat la 1 iunie 1830. 
Populația totală determinată a fost de 12.886.020 de locuitori față de 9.638.453 de locuitori înregistrați în 1820. 

## Componența Statelor Unite ale Americii în 1830

Animaţie prezentând ordinea intrării statelor în Uniune (1776 - 1959)

În 1830, la data încheierii recensământului, Statele Unite aveau 24 de state, Uniunea fiind constituită din cele 23 state care constituiseră Uniunea în 1820, anul celui de-al patrulea recensământ, la care s-a adăugat doar o entitate, devenită stat ale Statelor Unite în deceniul 1821 - 1830: 
- 24. Missouri, la 10 august 1821